# 205 Dywizja Strzelecka (ZSRR)
205 Dywizja Strzelecka (ros. 205-я стрелковая дивизия) – związek taktyczny (dywizja) Armii Czerwonej.
Powstała w 1943 z przemianowania 186 DS. Walczyła w Karelii przeciwko wojskom Niemiec i Finlandii. Rozbiła 6 Dywizję Górską SS, ścigała Niemców w kierunku Kuusamo i Kokkosalmi, odbiła Uchtę. Następnie przerzucona do Polski, na Pomorze, walczyła przeciw niemieckiej 15 DP Wermachtu. Zajęła Gdynię, wojnę zakończyła desantem na Bornholm.